# Matematyk (album)
Matematyk – album zespołu Homo Twist wydany w 2008 roku nakładem wytwórni Pomaton EMI. Płyta dotarła do 11. miejsca listy OLiS w Polsce.

## Lista utworów
Źródło.
| Nr  | Tytuł utworu                     | Autorzy                            | Długość |
| --- | -------------------------------- | ---------------------------------- | ------- |
| 1.  | „Ni siostry ni brata”            | Maciej Maleńczuk                   | 04:23   |
| 2.  | „Dwieście złotych”               | Maciej Maleńczuk                   | 03:55   |
| 3.  | „Andaluzyjskie stelaże”          | Maciej Maleńczuk                   | 03:38   |
| 4.  | „Dzisiejszej nocy”               | Bogdan Loebl, Tadeusz Nalepa       | 04:53   |
| 5.  | „Matematyk”                      | Maciej Maleńczuk                   | 05:33   |
| 6.  | „Czarownica”                     | Maciej Maleńczuk                   | 02:48   |
| 7.  | „Prawdziwa miłość”               | Maciej Maleńczuk                   | 04:45   |
| 8.  | „Małżeństwo to piekło na ziemi”  | Maciej Maleńczuk, Tomasz Dominik   | 04:58   |
| 9.  | „Wiesław”                        | Maciej Maleńczuk                   | 03:09   |
| 10. | „Siostry”                        | Maciej Maleńczuk                   | 04:03   |
| 11. | „Powiedz mi ogniu”               | Maciej Maleńczuk                   | 05:49   |
| 12. | „Na sztorc”                      | Maciej Maleńczuk, Olaf Deriglasoff | 03:57   |
| 13. | „Lema pamięci kosmiczny pogrzeb” | Maciej Maleńczuk                   | 06:41   |
|     |                                  |                                    | 58:32   |

## Twórcy
- Olaf Deriglasoff - gitara basowa
- Tomasz Dominik - perkusja
- Piotr Lewicki - instrumenty klawiszowe
- Maciej Maleńczuk - gitara, śpiew
- Jan Borysewicz - gitara (2)
- Antoni Gralak - trąbka (11)
- Dariusz Kozakiewicz - gitara (4)